# Isabel Di Tella
Isabel Clara Di Tella, née le 10 juin 1993 en Angleterre, est une escrimeuse argentine pratiquant l'épée. Après avoir remporté deux médailles de bronze et d'argent continentales, elle devient championne panaméricaine en 2022, en battant la favorite américaine Katharine Holmes en finale. Elle a également remporté une médaille d'or et une de bronze aux Jeux panaméricains. 
Elle découvre l'escrime à l'âge de dix ans, après avoir passé son enfance aux États-Unis. Lorsqu'elle y retourne pour étudier à l'université Harvard, elle intègre le circuit universitaire NCAA qui lui permet de progresser vers le niveau international. Elle étudie maintenant l'économie au MIT.
Elle est la sœur de Pascual María Di Tella, vice-champion au sabre aux Jeux panaméricains de 2019.

## Palmarès
- Championnats panaméricains
  -  Médaille d'or aux championnats panaméricains 2022 à Asuncion
  -  Médaille d'argent aux championnats panaméricains 2018 à La Havane
  -  Médaille de bronze par équipes aux championnats panaméricains 2013 à Carthagène des Indes
  -  Médaille de bronze aux championnats panaméricains 2014 à San José

- Jeux panaméricains
  -  Médaille d'or aux Jeux panaméricains de 2023 à Santiago
  -  Médaille de bronze aux Jeux panaméricains de 2019 à Lima

## Classement en fin de saison
| Année | 2010 | 2011 | 2012 | 2013 | 2014 | 2015 | 2016 | 2017 | 2018 | 2019 | 2020 | 2021 |
| ----- | ---- | ---- | ---- | ---- | ---- | ---- | ---- | ---- | ---- | ---- | ---- | ---- |
| Rang  | 179  | 104  | 55   | 63   | 36   | 99   | 59   | 80   | 46   | 37   | 57   | 56   |